# Wout Weghorst
Wout François Maria Weghorst (født 7. august 1992) er en hollandsk professionel fodboldspiller, som spiller for Eredivisie-klubben Ajax og Hollands landshold.

## Klubkarriere

### FC Emmen
Weghorst spillede for flere lokale hold, før at han i 2012 fik chancen for at spille førsteholdsfodbold hos FC Emmen, som på dette tidspunkt spillede i den næstbedste række, Eerste Divisie.

### Heracles Almelo
Weghorst havde imponeret i sine to sæsoner i Emmen, og efter hans kontrakt udløb, skiftede han til Eredivisie-holdet Heracles Almelo. Han var i hans anden sæson en stor del af at Heracles opnåede kvalifikation til en europæisk turnering nogensinde.

### AZ
Weghorst skiftede til AZ Alkmaar i juli 2016. I 2017-18 sæsonen havde Weghorst sin første sæson i sin karriere hvor han scorede 20 mål.

### Wolfsburg
Weghorst skiftede til tyske Wolfsburg i juni 2018. I hans debutsæson sluttede han som delt tredjeplads på topscorerlisten med 17 mål. I 2019-20 scorede han 16 gange. Han scorede 20 mål i 2020-21 sæsonen, hans første sæson siden 2017-18 med 20 mål.

### Burnley
Weghorst skiftede i januar 2022 til Burnley.

#### Lejeaftaler
Burnley led nedrykning ved slutning af 2021-22 sæsonen, og Weghorst blev i juli 2022 derfor udlejet til tyrkiske Beşiktaş for 2022-23 sæsonen.
I januar 2023 blev lejeaftalen hos Beşiktaş opsagt, efter en aftale blev lavet med, at han skulle skifte til Manchester United på lån for resten af sæsonen i stedet. Han var med til at vinde EFL Cup med Manchester United, som var hans første trofæ i hans karriere.
I august 2023 blev han udlejet til 1899 Hoffenheim for 2023-24 sæsonen.

### Ajax
Weghorst vendte i august 2024 hjem til Holland, da han skiftede til Ajax.

## Landsholdskarriere

### Ungdomslandshold
Weghorst har spillet en enkelt kamp for Hollands U/21-landshold, men har ellers ikke repræsenteret Holland på andre ungdomsniveauer.

### Seniorlandshold
Weghorst fik sin debut for seniorlandsholdet den 23. marts 2018. Han måtte dog vente helt til den 6. juni 2021 før at han scorede sit debutmål for landsholdet. Han gar været del af Hollands trupper til flere internanationale tuneringer.

## Kontrovers vedrørende COVID-19
Weghorst har i løbet af Cornoaviruspandemien tiltrukket kontrovers, hovedsageligt vedrørende hans modstand imod vaccinationen imod COVID-19. Han delte i december 2020 et opslag på sin Instagram-profil fra en amerikansk vaccineskeptiker, som sagde: "Forstil dig en vaccine så sikker, at du vil blive truet til at tage imod den - for en sygdom som er så farlig at du skal testes for at vide du har den." Weghorst slettede opslaget og undskyldte senere, men i et interview med ZDF i april 2021 nægtede han at tage afstand fra opslaget.
Weghorst blev selv syg med coronavirus den 18. oktober 2021 og missede som resultat en Champions League-kamp.

## Titler
Manchester United
- EFL Cup: 1 (2022-23)